# CanZion
CanZion es un sello discográfico independiente fundado por Marcos Witt y su esposa en 1987, para la producción y distribución de música cristiana en países de habla hispana. Su nombre inicial era CanZion Producciones.
Entre sus funciones, está la distribución de los álbumes que produce, aunque, mediante acuerdos de distribución, ha llevado a diversos países material musical de otros sellos como Provident, Funkytown Music, Hillsong Music, Integrity Music, Aliento, entre otros.
Artistas como Álex Campos, Coalo Zamorano, Funky, Daniel Calveti, Danilo Montero, y el mismo Marcos, con sus producciones han sido galardonados en diversas ceremonias como los Premios Grammy Latinos, Premios Arpa, Premios Billboard, asimismo, han logrado entrar en las listas mensuales de la revista Billboard.

## Historia
Este proyecto inició en Durango, México, bajo el nombre de CanZion Producciones, con la misión de "edificar el cuerpo de Cristo a través de la producción y distribución de música Cristiana en español".
El nombre CanZion, pronto se volvió sinónimo de ese movimiento, al producir y lanzar la serie «En vivo», álbumes grabados en concierto por cantantes como Marco Barrientos, Danilo Montero, Jaime Murrell, Juan Carlos Alvarado y Jorge Lozano, entre otros, así como los propios álbumes de Marcos Witt, que impulsaron la visión de un ministerio de alabanza fresco en las iglesias de América Latina.

### Acuerdos de distribución
Desde su fundación, CanZion ha realizado alianzas de distribución con sellos como Vida Music, Vene Music, EMI, Funkytown Music, Provident, David C Cook, para poseer mayor alcance en diversos países, entre los cuales, están México, Colombia, Argentina y Puerto Rico.
En 2009, nace CanZion Integrity Distributions (CID), como una alianza estratégica realizada durante Expolit 2009, en donde se dio la noticia que la hispana CanZion y la estadounidense Integrity se unirían en una sola empresa. En ese entonces, el acuerdo contenía la distribución del material discográfico de artistas como Marcos Witt, Danilo Montero, Aline Barros, Daniel Calveti, Álex Campos, Funky y Julissa, y relanzaría las producciones recientes de cada artista. El acuerdo se disolvió en enero de 2010.
De igual manera, concretaron alianzas para ser la casa discográfica encargada de llevar a Latinoamérica el material audiovisual de bandas de habla inglesa, como Planetshakers, Jesus Culture, Hillsong United en español, y las otras divisiones de la banda. Marcos expresó que el objetivo de estos acuerdos, es que el mensaje llegue a más países.

## Otros sellos

### Pulso Records
Para alcanzar un público más joven, se fundó Pulso Records. En este sello se produjeron los primeros álbumes del grupo Rojo, los dos álbumes de VCV, la banda dirigida por Coalo Zamorano, y el grupo NAF del rapero Ray Alonso. Durante su tiempo de actividad, estuvo presidido por Emmanuel Espinosa.

### ConRitmo
Otro sello fue ConRitmo, que tuvo entre sus artistas a Lali Torres, Pescao Vivo, Unción Tropical, Lizzie Lizzie, Joseph Cabanilla y Sembradores, teniendo un enfoque a estilos regionales de América Latina.

### Director de Alabanza
El tercer sello se llamó Director de Alabanza, fundado por Coalo Zamorano, era la mezcla entre una plataforma con recursos para los líderes de alabanza (actualmente, esta sección se llama Director Creativo) y un sello discográfico, al cual pertenecieron salmistas como Mario Rodríguez y Gerry Márquez.

## Artistas

### Activos
- Agua Viva Worship
- Banda Montreal
- caminodevida música
- CFAMUSIC
- Ciudad en lo alto
- Esperanza de Vida
- Harold y Elena
- Josué Del Cid
- Krystal Guerra-Witt
- La Catedral
- Lead
- Living
- Majo & Dan
- Marcos Witt
- María Juliana
- Música Más Vida
- PRISMA
- Ruth Mixter
- Un Corazón

### Anteriores
- Álas de Águila
- Daniel Calveti
- Danilo Montero
- David Scarpeta
- Edgar Rocha
- Evan Craft
- Funky
- Gerry Márquez
- Jacobo Ramos
- Jaime Murrell
- Jorge Lozano
- Juan Carlos Alvarado
- Kyosko
- Luis Campos
- Luis Enrique Espinoza
- Marco Barrientos
- Mónica Rodríguez
- NAF
- Nola Warren
- Pablo Olivares
- Rescate
- Seth Condrey
- T-Bone
- Travy Joe
- Triple Seven
- Unción Tropical
- V.C.V.

## Discografía

### Álbumes recopilatorios
- 2012: Serie Hits 2012[41]
- 2013: Serie Hits 2013[42]

## Producciones destacadas
Desde que la música cristiana ha sido considerada en galas de premiaciones como Premios Grammy Latinos y Premios Billboard, o, han surgido academias que se especializan solo en esta categoría musical como los GMA Dove Awards o Premios Arpa, CanZion y sus artistas han estado presente en su gran mayoría.
Al día de hoy, nueve producciones musicales bajo el sello CanZion han sido galardonadas en los Latin GRAMMY, gala en la que Álex Campos y Marcos Witt son los más laureados en la categoría «Mejor álbum cristiano», siendo estas Sana Nuestra Tierra, Recordando otra vez, Dios es Bueno, Alegría, 25 Concierto Conmemorativo y Viviré de Marcos Witt, Lenguaje de amor y Regreso a ti de Álex Campos, La Carta Perfecta de Danilo Montero, y Tienes que Creer de Mónica Rodríguez, además de las nominaciones a otros artistas como Coalo Zamorano, Daniel Calveti, Pablo Olivares, Jacobo Ramos, y Funky. Por su parte, en los Premios Arpa, también han sido reconocidos en múltiples ocasiones como los «salmistas de CanZion», debido a la gran cantidad de artistas del sello que han sido honrados con ese galardón.
En listas de Billboard, se han posicionado artistas como Marcos Witt, Coalo Zamorano, Álex Campos, Daniel Calveti, en diversas categorías como Top Latin Albums, Latin Pop Albums y Top Christian Albums.